# Phortioeca verrucosa
Phortioeca verrucosa är en kackerlacksart som först beskrevs av Henri Saussure 1864.  Phortioeca verrucosa ingår i släktet Phortioeca och familjen jättekackerlackor. Inga underarter finns listade i Catalogue of Life.